# Upplands runinskrifter 173
Runinskrift U 173 är den enda runstenen som finns på Värmdö. Den står på ett gravfält 300 meter norr om Väsby herrgård, mittemot dess infart och på norra sidan om vägen till Kalvandö brygga. 

## Historik
Stenens ursprungliga plats är okänd, men den är omnämnd sedan 1600-talets början och uppges då ha stått på en gravhög nära gården. År 1927 hittades runstenen  av Helmer Fernlund. inkapslad i en terrassmur i östra delen av herrgårdens trädgård, varmed den flyttades till gravfältet. Materialet är sandsten. På grund av stenens konstnärligt utförda ornamentik i Urnesstil antas den vara ristad av den i Uppland välkände runristaren Öpir, verksam under 1000-talets senare del. Runstenen är dock ej signerad. Toppen som fanns med i Rhezelius första kända avbildning saknas, så därför är stenen nu 1,79 meter hög och en meter bred.

## Inskriften
Translitterering av runraden:
[s]kali ' auk ' sibi ' uk ' lifstain ' litu ' raisa ' stai[n ' ift]iʀ ' anuit ' faþur ' sin ' in ' kilauk ' at ' bonta ' sin
Normalisering till runsvenska:
Skalli ok Sibbi ok Lifstæinn letu ræisa stæin æftiʀ Andvett(?), faður sinn, en Gillaug at bonda sinn.
Översättning till nusvenska:
Skalle och Sibbe och Livsten läto resa stenen efter Andtvätt, fader sin, och Gillög efter maken sin.